# ATC kód N01
ATC kód N01 Anestetika je hlavní terapeutická skupina anatomické skupiny N. Nervová soustava.

## N01AAnestetika celková

### N01AA Ethery
N01AA01 Diethylether
N01AA02 Divinylether

### N01AB Halogenované uhlovodíky
N01AB01 Halotan
N01AB06 Isofluran
N01AB07 Desfluran
N01AB08 Sevofluran

### N01AF Barbituráty, samotné
N01AF01 Methohexital
N01AF02 Hexobarbital
N01AF03 Thiopental
QN01AF90 Thiamylal

### N01AG Barbituráty, pro kombinaci s jinými léky
N01AG01 Narkobarbital

### N01AH Anestetika opioidní
N01AH01 Fentanyl
N01AH02 Alfentanyl
N01AH03 Sufentanil
N01AH04 Fenoperidin
N01AH05 Anileridin
N01AH06 Remifentanil
N01AH51 Fentanyl v kombinaci

### N01AX Jiná celková anestetika
N01AX03 Ketamin
N01AX04 Propanidid
N01AX05 Alfaxalon
(N01AX06 změněno na N01AH04)
N01AX07 Etomidát
(N01AX08 změněno na N01AH05; N01AX09 změněno na N01AH02)
N01AX10 Propofol
N01AX11 Oxybutyrát sodný
(N01AX12 změněno na N01AH03)
N01AX13 Oxid dusný
N01AX14 Esketamin
N01AX15 Xenon
N01AX63 Oxid dusný v kombinacích
QN01AX91 Azaperon
QN01AX92 Benzokain
QN01AX93 Methansulfonát trikainu
QN01AX94 Isoeugenol

## N01BAnestetika lokální

### N01BA Estery kyseliny aminobenzoové
N01BA01 Metabutethamin
N01BA02 Prokain
N01BA03 Tetrakain
N01BA04 Chloroprokain
N01BA05 Benzokain
N01BA52 Prokain v kombinaci

### N01BB Amidy
N01BB01 Bupivakain
N01BB02 Lidokain
N01BB03 Mepivakain
N01BB04 Prilokain
N01BB05 Butanilikain
N01BB06 Cinchokain
N01BB07 Etidokain
N01BB08 Artikain
N01BB09 Ropivakain
N01BB10 Levobupivakain
N01BB20 Amidy, kombinace
N01BB51 Bupivakain, kombinace
N01BB52 Lidokain, kombinace
N01BB53 Mepivakain, kombinace
N01BB54 Prilokain, kombinace
N01BB57 Etidokain, kombinace
N01BB58 Artikain/adrenalin (kombinace)

### N01BC Estery kyseliny benzoové
N01BC01 Kokain

### N01BX Jiná lokální anestetika
N01BX01 Chlorethan
N01BX02 Dyklonin
N01BX03 Fenol
N01BX04 Kapsaicin

## Poznámka
- Registrované léčivé přípravky na území České republiky.
- Informační zdroj: Státní ústav pro kontrolu léčiv, Všeobecná zdravotní pojišťovna.